# Аггерий
Аггерий (лат. Aggerius) — политический деятель Раннего Средневековья (V век) при короле Одоакре.
Его имя известно лишь по надписи на предназначавшемся ему сидении в амфитеатре Флавиев. Согласно надписи, он был префектом Рима:

Agger[3] v(iri?) c(larissimi) et inl(ustris) ex p(raefecto) u(rbi) adq(ue) pat(ricii)
Аггерий из благородных и знатных людей патриций и префект города
— CIL. VI. 32155
После падения Западной Римской империи у целого ряда префектов города Рима невозможно определить точную дату пребывания в должности: известно лишь, что они были префектами до 483 года. Одним из них был и Аггерий.
Возможно, идентифицируется с vir clarissimus et illustris Руфием Аггерием Фестом (лат. Rufius Aggerius Festus), чьё имя, также значится на сидении в Колизее.